# 弗谢沃洛德·维什涅夫斯基
弗谢沃洛德·维塔利耶维奇·维什涅夫斯基（俄语：Всеволод Витальевич Вишневский，1900年12月21日—1951年2月28日）苏联作家、剧作家、记者。
生于圣彼得堡的工程师家庭，参加了第一次世界大战、十月革命，俄罗斯内战中加入骑兵第1集团军，当过红军的机枪手、海军指挥员和政工人员。冬季战争，苏德战争中参与了列宁格勒保卫战。1920年代开始文学创作，知名作品为《乐观的悲剧》（1934年）。1937年加入联共（布）。其他剧作还有《第一骑兵队》（1930年）、《在列宁格勒城下》（1944年）以及获得斯大林奖金一等奖的《难忘的1919年》（1949年）。